# La Garde-Freinet
La Garde-Freinet [la ɡaʁd fʁɛˈnɛː] ist eine französische Gemeinde mit 1848 Einwohnern (Stand 1. Januar 2022) im Département Var in der Region Provence-Alpes-Côte d’Azur. Sie gehört zum Arrondissement Draguignan und zum Kanton Le Luc.

## Geschichte
Traditionell wird La Garde-Freinet als der Ort angesehen, an dem sich die Sarazenen in den 890er Jahren in der Provence niederließen (siehe: Fraxinetum). Die Sarazenen versahen den Midi mit einem Netz von Befestigungsanlagen, Schanzen und Türmen. Von der einheimischen Bevölkerung wurden ihre Befestigungen fraxinets genannt. Grand Fraxinet, das heutige Garde-Freinet, wurde zum Hauptstützpunkt der Sarazenen.
Nach der Schlacht von Tourtour wurden sie 973 von Graf Wilhelm I. von dort (und aus der Provence) vertrieben.

## Galerie

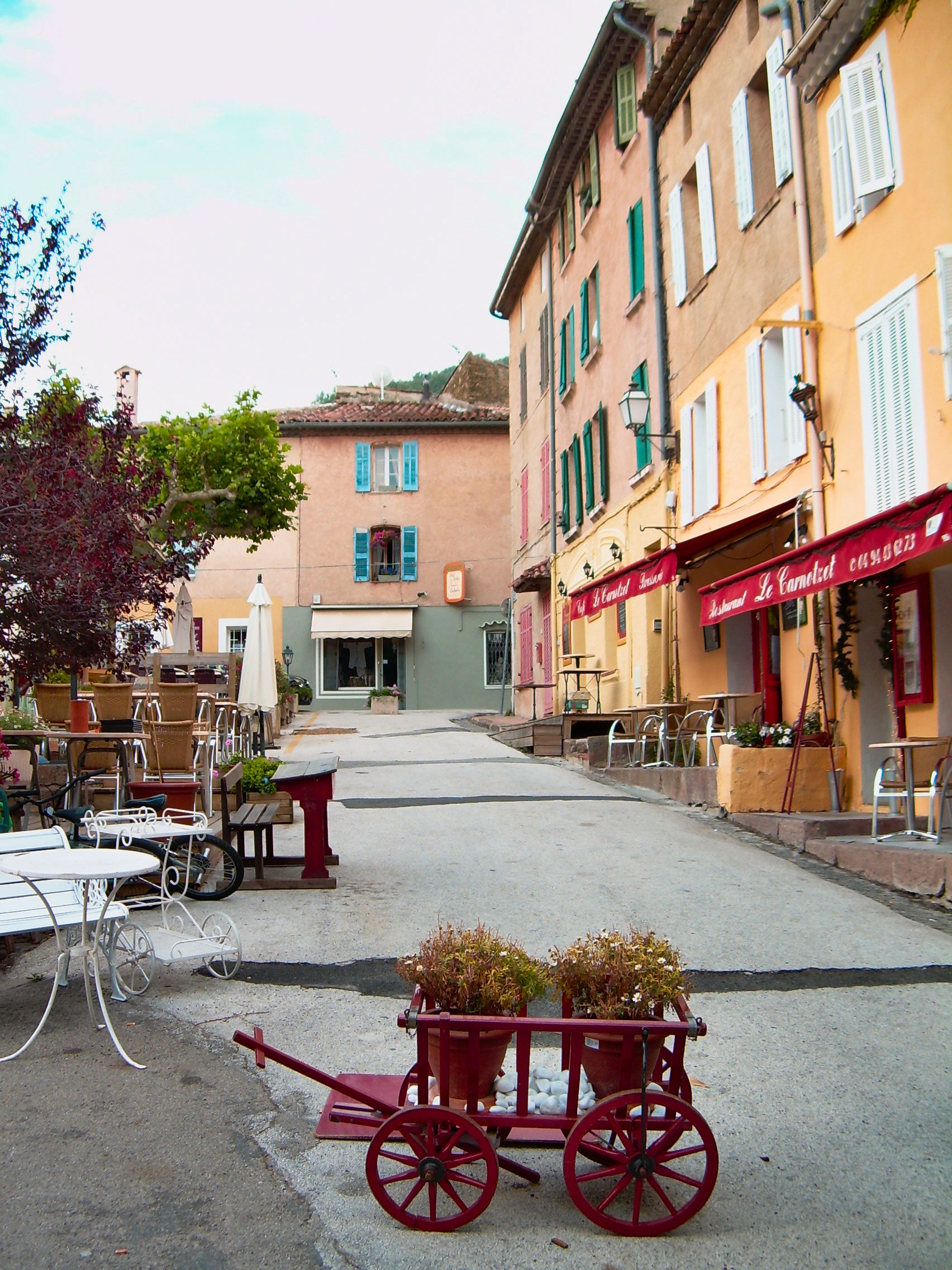
Marktplatz
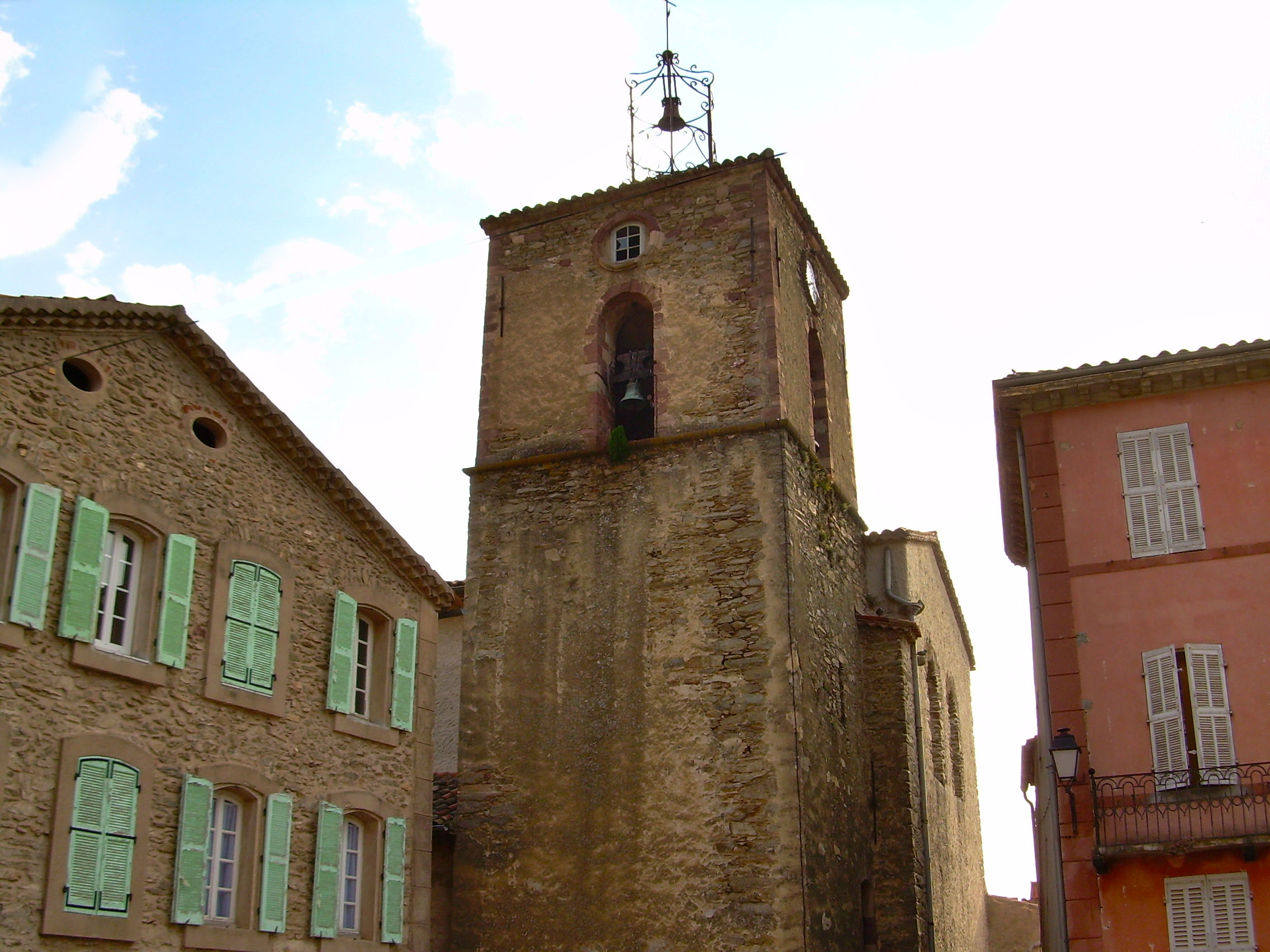
Kirche von 1698
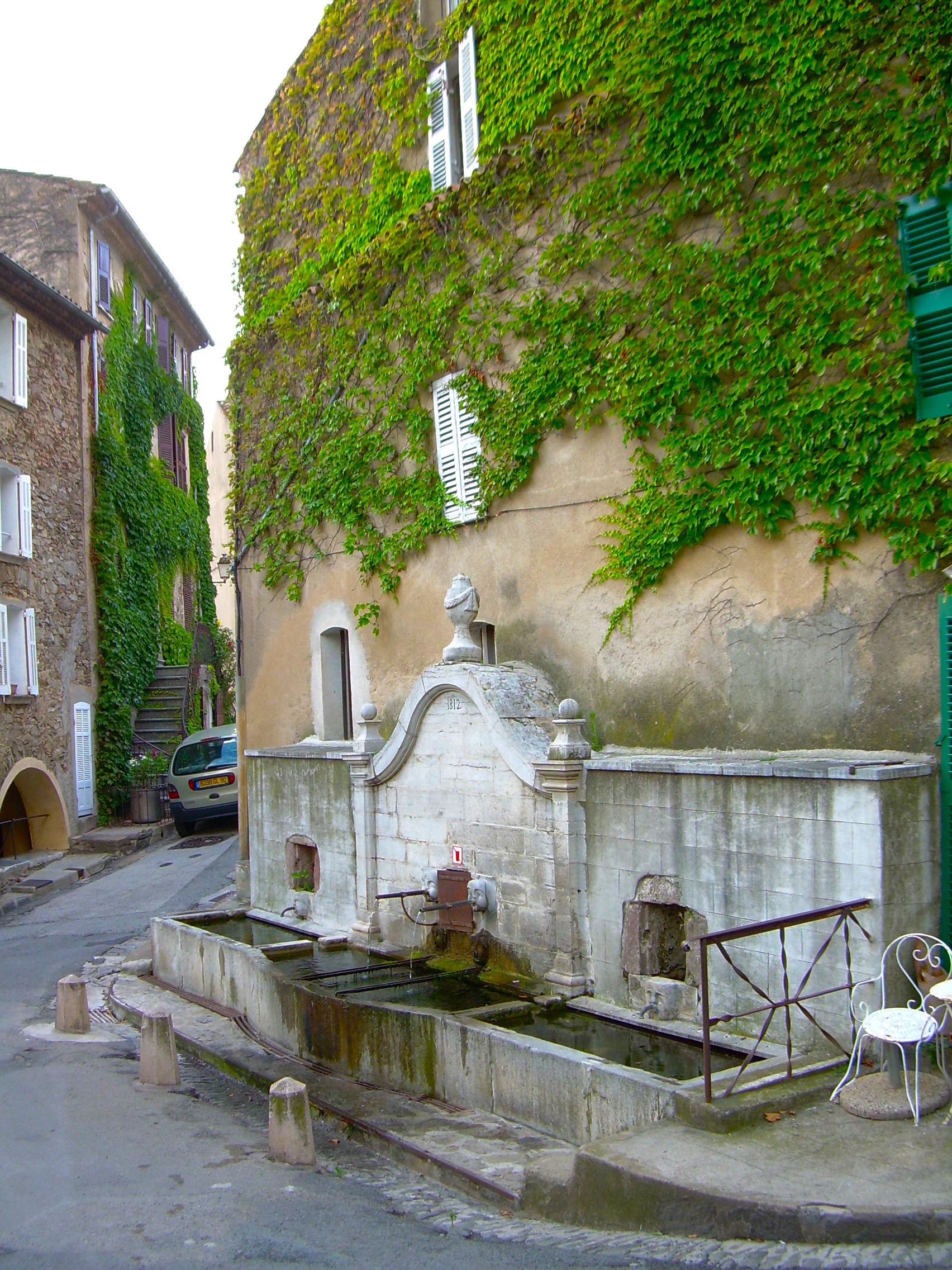
Place de la Fontaine Vieille

## Persönlichkeiten
- Henri Andréani (1877–1936), Schauspieler und Regisseur.
- Patrick Modiano (* 1945), Schriftsteller und Nobelpreisträger, hat nach eigener Aussage[2] seinen preisgekrönten ersten Roman[3] im Juli 1966 in La Garde-Freinet zu schreiben begonnen.